# Гимназия Фридриха Вильгельма (Берлин)

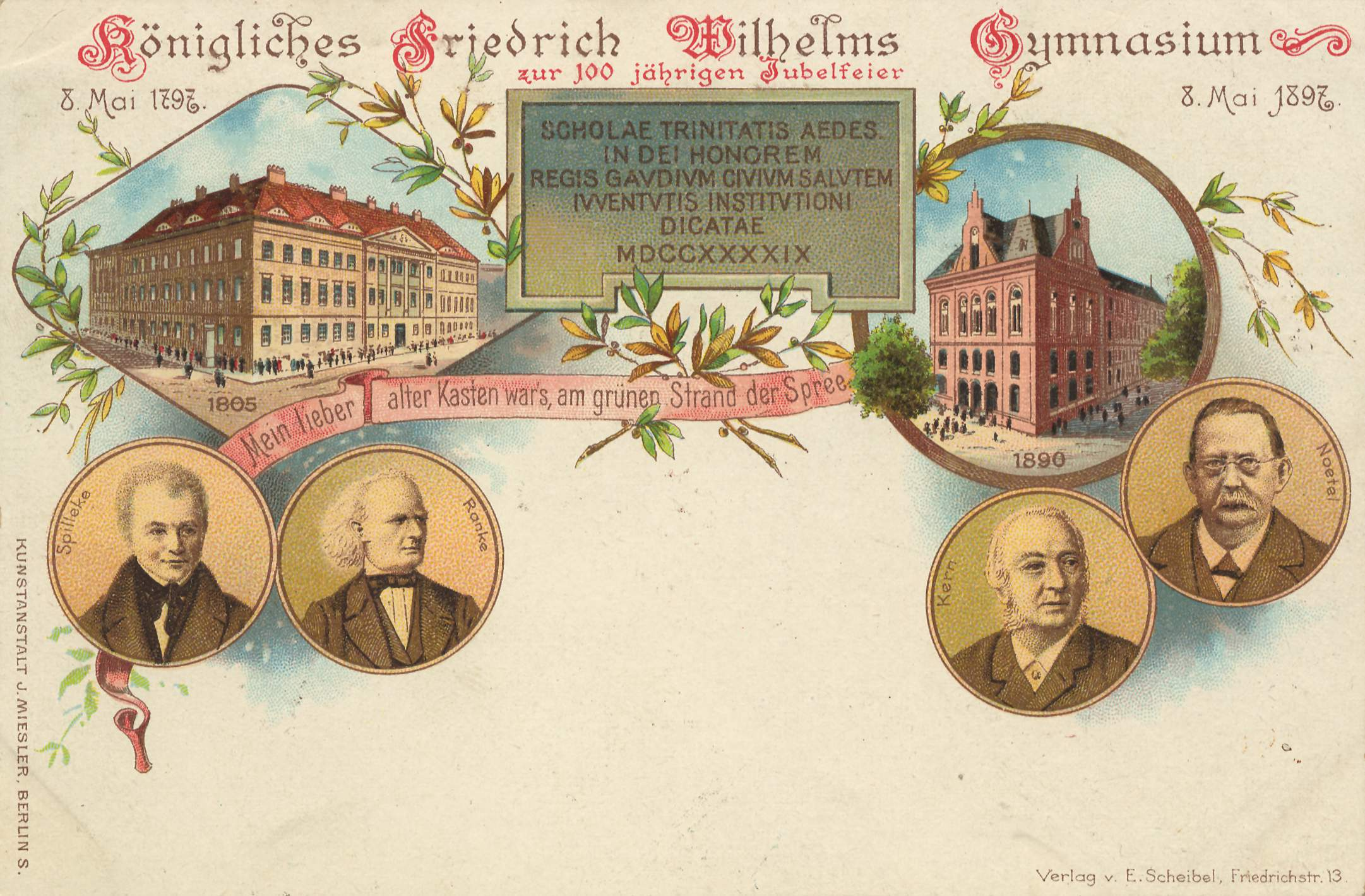
Почтовая открытка, выпущенная к столетию гимназии Фридриха-Вильгельма (ок. 1900).

Гимназия Фридриха-Вильгельма в Берлине — учебное заведение Германии, дававшее среднее образование на протяжении почти полутора веков. Было образовано из школы созданной в 1747 году пиетистом Иоганном Юлиусом Геккером.

## История
Школа была названа в честь короля Фридриха Вильгельма III, который в 1797 году пожертвовал гимназии отдельное здание. В 1811 году произошло разделение школы на реальное училище и школу для девочек (с 1827 года училище Елизаветы), которые однако остались под управлением общего ректора, племянника И. Ю. Геккера, Андреаса Якоба Геккера (1746—1819). В 1820 году была основательно обновлена программа обучения и за двадцать лет число учащихся выросло с 508 человек до 1458 — в 1841 году. В 1882 году училище стало реальной гимназией и получило название Kaiser-Wilhelm-Realgymnasium. Гимназия стала одной из ведущих гуманитарных гимназий Пруссии.
Здание гимназии располагалось в берлинском районе Фридрихштадт, на углу Кохштрассе и Фридрихштрассе, 41. Это первое здание было разобрано в 1890 году, после того, как были построены два новых здания на Кохштрассе (65 и 66), где поместились гимназия и Елизаветинская школа — оба здания были разрушены во время Второй мировой войны. Их деятельность не возобновлялась.

## Учащиеся
См. также Выпускники Берлинской гимназии Фридриха-Вильгельма
- Бауэр, Бруно
- Байер, Адольф (вып. 1853)
- Безелер, Ганс Гартвиг
- Бисмарк, Отто фон
- Боен, Макс фон[англ.]
- Больман, Георг[нем.] (вып. 1888)
- Бон, Рихард
- Дункер, Александр[нем.]
- Гензель, Курт
- Давидсон, Ганс
- Израэль, Джеймс
- Капп, Вольфганг
- Коберштейн, Август[нем.]
- Лепсиус, Иоганнес
- Нич, Фридрих Август Бертхольд (вып. 1850)
- Подбельский, Виктор фон
- Радзивилл, Вильгельм
- Тиллих, Пауль (вып. 1904)
- Ханджери, Николай Телемахович (вып. 1854)
- Хейзе, Пауль (вып. 1847)
- Хомайер, Карл Густав
- Шлехтер, Рудольф

## Педагоги
- Бернгарди, Август Фердинанд (ректор в 1808—1820)
- Бониц, Герман
- Гейнзиус, Отто Фридрих Теодор
- Кёнигсбергер, Лео
- Левезов, Конрад[нем.]
- Плюккер, Юлиус
- Шёнфлис, Артур Мориц
- Цумпт, Август Вильгельм
- Ян, Фридрих Людвиг